# عمر صالحی صاحب
عمر صالحی صاحب یا ملا عمر صالحی صاحب ملقب به کولیل (زاده: ۱۳۲۴) شاعر و مترجم کرد اهل سقز در کردستان است.

## زندگی‌نامه
ملا عمر صالحی صاحب در روستای درگاه‌سلیمان از توابع سقز دیده به جهان گشود. نزد پدرش به درس خواندن پرداخت. سپس برای طلـبه‌گری و کسـب فضایل به حجـرات فقـها در روستاها و شهرهای مختلف روی آورد و نزد علـمایی چون ملا احمـد نمـه شیـری، ملاحسـن ادیبـی، ملا جلال محمـدی، ملا شیـخ حسـین علائی اردلانی و ملا کامل نقـشبـندی تحـصیـلات خود را به پایان رسانیـد. وی بعد از آن مدتی به پیـشنمـازی و ماموستایی در روستاهای سقز و دیواندره از جمله منـطقـه اوباتو مشـغول شد و در سال ۱۳۵۷ به عنوان معلم جذب آموزش و پرورش شد.

## اشعار و آثار
ترجمه آثار ادبی و هنری به سبب چند پهلو بودن و چندگانگی‌های معنایی و عناصر زیبایی‌شناسی یکی ازمشکل‌ترین انواع ترجمه‌هاست که ملا عمر صالحی صاحب در این زمینه فعالیت نمود و دو اثر بزرگ ادبیات فارسی را به زبان کردی ترجمه کرد
- کتاب «تافگهٔ ئه وین» یا «آبشار عشق» ترجمه دیوان حافظ شیرازی به زبان کردی سال ۱۳۹۱
- کتاب «میرگولانی ژین» یا «غنچه‌های زندگی» ترجمه بوستان سعدی به زبان کردی سال ۱۳۹۴

از جمله آثار دیگر منتشر شده او:
- کتاب شعر «له هه ر چیـمه نی دیمـه نی»
- کتاب شعر «دو بیـتی های کردی»
- کتاب شعر «عه زیز و ته کش»
- مجموعه شعر «تاسهٔ دیدار»